# Vlatko Pavletić
Vlatko Pavletić (ur. 2 grudnia 1930 w Zagrzebiu, zm. 19 września 2007 tamże) – chorwacki polityk, filolog i nauczyciel akademicki, po 1990 minister i deputowany, w latach 1995–2000 przewodniczący Zgromadzenia Chorwackiego, od 10 grudnia 1999 do 2 lutego 2000 pełniący obowiązki prezydenta Chorwacji.

## Życiorys
W 1955 ukończył kroatystykę i literaturę na Uniwersytecie w Zagrzebiu. W 1975 uzyskał doktorat na podstawie pracy pt. Stablo Ujevićeve poezije. Pracował jako redaktor w różnych czasopismach. Zajmował się także działalnością akademicką, od 1960 jako docent, a później jako profesor Akademii Sztuk Dramatycznych w Zagrzebiu. Od 1991 członek Chorwackiej Akademii Nauki i Sztuki.
Od 1965 do 1967 wchodził w skład władz miejskich Zagrzebia, został wydalony pod zarzutem „nacjonalizmu”. Współpracownik Franja Tuđmana, wraz z nim aresztowany w 1972, a następnie skazany z przyczyn politycznych na karę półtora roku pozbawienia wolności.
Od 1990 zaangażowany w działalność polityczną w ramach Chorwackiej Wspólnoty Demokratycznej. W latach 1990–1992 był ministrem edukacji, kultury i sportu, a w latach 1992–2003 posłem Zgromadzenia Chorwackiego. Pełnił funkcję przewodniczącego parlamentu w latach 1995–2000 i jego wiceprzewodniczącego w latach 2000–2003. 10 grudnia 1999, po śmierci Franja Tuđmana, tymczasowo objął urząd prezydenta Chorwacji. 2 lutego 2000 zastąpił go Zlatko Tomčić. Na początku 2004 odszedł na emeryturę. Zmarł na raka trzustki 19 września 2007.
Był żonaty z Nedą Majnarić, z którą miał syna Gorana.

## Odznaczenia
- Wielki Order Króla Dymitra Zwonimira (1995)[9]
- Wielki Order Króla Petara Krešimira IV (1997)[10]